# FK Xiva
FK Xiva (uzb. «Xiva» futbol klubi, ros. Футбольный клуб «Хива», Futbolnyj Kłub "Chiwa") – uzbecki klub piłkarski, mający siedzibę w mieście Chiwa na zachodzie kraju. Założony w roku 1977.

## Historia
Chronologia nazw:
- 1977–1986: FK Xiva (ros. ФК «Хива»)
- 1995: Maverplast Xiva (ros. «Маверапласт» Хива)
- 1996: Gilamchi Xiva (ros. «Гиламчи» Хива)
- 1997–...: FK Xiva (ros. ФК «Хива»)

Piłkarski klub FK Xiva został założony w miejscowości Chiwa w 1977 roku. W 1978 zespół debiutował w Drugiej Lidze, strefie 5 Mistrzostw ZSRR. W 1986 zajął 7. miejsce w grupie, jednak potem występował w rozgrywkach amatorskich.
W 1995 przyjął nazwę Maverplast Xiva i debiutował w rozgrywkach Drugiej Ligi Uzbekistanu, w której zajął 4. miejsce i otrzymał promocję do Pierwszej Ligi. W 1996 zmienił nazwę na Gilamchi Xiva, a w 1997 przywrócił nazwę historyczną klubu FK Xiva. W 2000 zajął 13. miejsce w lidze, ale potem z powodów finansowych zrezygnował z dalszych rozgrywek.
Dopiero w 2010 ponownie występował w Pierwszej Lidze. W 2012 zajął 10. miejsce w lidze, ale potem zrezygnował z dalszych rozgrywek.

## Sukcesy

### Trofea międzynarodowe
Nie uczestniczył w rozgrywkach azjatyckich (stan na 31-05-2015).

### Trofea krajowe
Uzbekistan
| \| \| Zdobyte trofea w rozgrywkach Uzbekistanu (stan na: 31-05-2015) \| |                                                                |      |          |
| Rozgrywki                                                               | Osiągnięcie                                                    | Razy | Sezon(y) |
| Mistrzostwo                                                             | I miejsce                                                      | 0    |          |
| Mistrzostwo                                                             | II miejsce                                                     | 0    |          |
| Mistrzostwo                                                             | III miejsce                                                    | 0    |          |
| Puchar                                                                  | zdobywca                                                       | 0    |          |
| Puchar                                                                  | finalista                                                      | 0    |          |
| Puchar                                                                  | 1/8 finału                                                     | 1    | 1998     |
| II liga                                                                 | I miejsce                                                      | 0    |          |
| II liga                                                                 | II miejsce                                                     | 0    |          |
| II liga                                                                 | III miejsce                                                    | 0    |          |
| II liga                                                                 | 5. miejsce                                                     | 1    | 2010     |
| Uzbekistan                                                              | Zdobyte trofea w rozgrywkach Uzbekistanu (stan na: 31-05-2015) |      |          |

ZSRR
- Wtoraja liga ZSRR:
  - 3. miejsce w grupie: 1988
- Mistrzostwo Uzbeckiej SRR:
  - mistrz: 1977

## Stadion
Klub rozgrywa swoje mecze domowe na stadionie Spartak w Chiwie, który może pomieścić 8,000 widzów.

## Piłkarze
Znani piłkarze:
- / Vadim Lyubushin
- Ixtoyor Sattarov

## Trenerzy
...
- 1978–1982:  Wiktor Pierwuszin
- 1983:  Giennadij Niedielkin
- 01.1984–06.1984:  Walerij Pawlenko
- 07.1984–1986:  Giennadij Niedielkin

...
- 2010–2011:  Adambay Kurbaniyazov
- 2012:  Mansur Davletov